# Il rispetto (ovvero Pino Pentecoste contro i guappi)
(Giuseppe Ferrandino, Il rispetto (ovvero Pino Pentecoste contro i guappi))
Il rispetto (ovvero Pino Pentecoste contro i guappi) è un romanzo di Giuseppe Ferrandino, pubblicato nel 1999, presso la casa editrice Adelphi

## Trama
Pino Pentecoste, investigatore privato, viene contattato dal malavitoso Tullio Regina che gli chiede di recuperare un camion di cui non vuole dichiarare il contenuto. Gli offre 14 milioni di lire. Pino rifiuta e Regina se ne va indispettito. Un commissario di polizia ritiene di dovergli dare qualche consiglio in merito alla questione. L'incontro finisce a schiaffoni. Il commissario ha la meglio. Pino capisce che altri guai sono in arrivo e si barrica in casa con due pistole. Entra invece Mariella. Fanno l'amore. Si susseguono i colpi di scena e Pino si trova involontariamente coinvolto in una guerra tra altri due delinquenti, Torchi e Groffi, contro la banda di "zio Filomeno", Tullio Regina e la polizia che cerca di recuperare il camion con il bottino. Tutto si gioca sull'equivoco di fondo per cui Pentecoste risulterebbe invischiato nell'affare. Dunque: Tullio Regina viene da me e mi fa una proposta del cazzo. Io gli dico di no. Quelli che controllano Tullio Regina, o quelli che controllano Tullio Regina, vengono a controllare me. Pure un commissario viene a controllarmi ... E infine, il sottoscritto Pino Pentecoste ... fa il mazzo di scarola in mezzo al bailamme ...

## Edizioni
- Il rispetto (ovvero Pino Pentecoste contro i guappi), Adelphi, 1999 (IT)
- Respekt oder Pino Pentecoste gegen die Maulhelden, Suhrkamp, 2001 (DE)
- Le respect : Pino Pentecoste contre les camorristes, Gallimard, 2004 (FR)